# Promoción de ventas

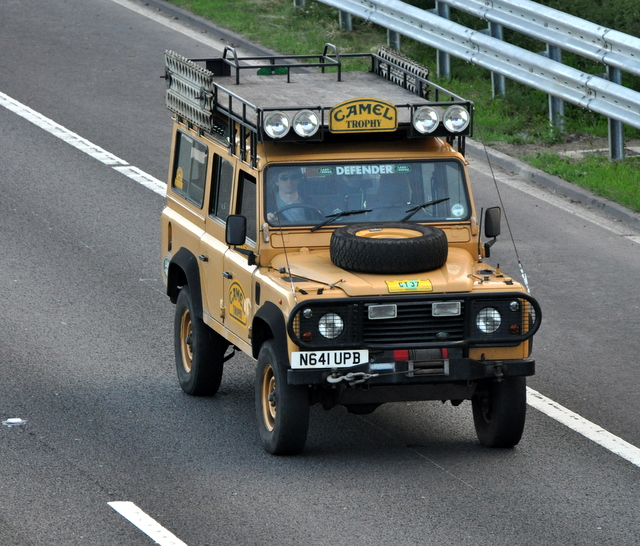
Un Defender preparado por Land Rover para el Camel Trophy. Una de las promociones de ventas más exitosas.

La promoción de ventas es una variable de la mezcla de promoción (o mix de comunicación comercial), que consiste en incentivos de corto plazo, a los consumidores, a los miembros del canal de distribución o a los equipos de ventas, que buscan incrementar la compra o la venta de un producto o servicio.
Como herramienta de la mezcla del mix de promoción (que junto a precio, producto, plaza conforman el mix de marketing) se emplea para apoyar a la estrategia publicitaria y a las ventas personales, de tal manera que la mezcla comunicacional resulte más efectiva hacia el consumidor. Por todo ello, es imprescindible que los mercadólogos y las personas involucradas en las diferentes actividades de marketing, conozcan en qué consiste la promoción de ventas, las características que la distinguen, su nicho de mercado, el target group, los objetivos que persigue y las herramientas que se pueden emplear. 

## Objetivos de la promoción de ventas (promoción al cliente)
Los objetivos son asociados generalmente con resultados (venta) de corto plazo, y no con resultados permanentes (largos). En la promoción de ventas se dan entre otros los siguientes objetivos:
- Aumentar las ventas en el corto plazo.
- Ayudar a aumentar la participación del mercado en el largo plazo.
- Lograr la prueba de un producto nuevo.
- Romper la lealtad de clientes de la competencia.
- Animar el aumento de productos almacenados por el cliente.
- Reducir existencias propias.
- Romper estacionalidades.
- Colaborar a la fidelización.
- Motivar a detallistas para que incorporen nuevos productos a su oferta.
- Lograr mayores esfuerzos promocionales por parte de los detallistas.
- Lograr mayor espacio en estanterías de los detallistas.
- Lograr mayor apoyo del equipo de ventas para futuras campañas.

## Herramientas de la promoción de ventas
Existen numerosas herramientas utilizadas en la promoción de ventas, entre otras:
- Muestras: Entrega gratuita y limitada de un producto o servicio para su prueba
- Cupones: Vales certificados que pueden ser utilizados para pagar parte del precio del producto o servicio
- Reembolsos: oferta de devolución de parte del dinero pagado por el producto o servicio. Generalmente en la siguiente compra
- Precio de paquete: Rebaja de precios marcada directamente en el envase o etiqueta
- Premios: Bienes gratuitos o a precio reducido que se agregan al producto o servicio base
- Regalos publicitarios: Artículos útiles con la marca o logo del anunciante que se entregan gratuitamente a sus clientes, prospectos o público en general
- Premios a la fidelidad: Premio en dinero, especie o condiciones por el uso habitual de los productos o servicios de una compañía
- Promoción en el lugar de ventas: Exposiciones y demostraciones en el punto de venta
- Descuentos: Reducción del precio de un producto o servicio, válido por un tiempo
- Eventos: Ferias y Convenciones para promocionar y mostrar productos y servicios
- Concursos de venta: concursos entre vendedores o entre miembros del canal
- Asociación de producto: regalar una muestra o un obsequio al cliente que aliente la venta y compra

Una de las promociones de venta fue la realizada por Land Rover cuando se unió a Camel (tabaco) en el rally Camel Trophy. La firma realizó varias en años anteriores dando asistencia a otras expediciones, pero en el Camel Trophy pudo mostrar mejor las capacidades y robustez de sus vehículos, más aún, teniendo el apoyo multimillonario de una tabacalera como la estadounidense que mostró sus máquinas en televisión y otros medios.
Según López Pastor (1998, p. 502), a finales de los años 1970 los grandes fabricantes automovilísticos habían saturado el mercado con vehículos utilitarios. Las ventas comenzaban a estancarse o corrían peligro de hacerlo en un futuro próximo. Todas las marcas necesitaban un nuevo segmento, también llamado nicho de mercado, que re-impulsara la facturación con nuevos modelos no comercializados hasta entonces o comercializados para públicos minoritarios. De la misma forma, prosigue López Pastor, la riqueza de varios países había subido lo suficiente como para crear un mercado de potenciales compradores con poder el adquisitivo necesario como para dotarse de automóviles costosos como los todoterrenos. La participación en el Camel Trophy ayudó a que Land Rover llegase a ser una de las divisiones más rentables, o la más rentable, de la Marca y la razón principal de ser adquirido todo el grupo por BMW, según autores como Nicola R.Hothi (2005, p. 94).